# وکیل تک (فیلم)
وکیل تک (ژاپنی: 逆転裁判) فیلمی ژاپنی در سبک درام دادگاهی و کمدی به کارگردانی تاکاشی میکه است که در سال ۲۰۱۲ منتشر شد. از بازیگران آن می‌توان به تاکومی سایتو، ریو ایشیباشی، آکیرا اموتو و کیمیکو یو اشاره کرد.